# Juba Declaration
Die Juba Declaration of 8 January 2006, formell: Juba Declaration on Unity and Integration between the Sudan People’s Liberation Army (SPLA) And the South Sudan Defence Forces (SSDF) 8 January 2006 (dt.: „Juba-Deklaration zu Einheit und Integration zwischen der Sudan People’s Liberation Army und den South Sudan Defence Forces 8. Januar 2006“), war ein Friedensabkommen zwischen rivalisierenden militärischen Gruppierungen im Südsudan. Die Deklaration legte die Grundlage für die Zusammenführung der rivalisierenden Milizen nach Ende des Zweiten Sudanesischen Bürgerkriegs im Januar 2005.

## Hintergrund
Das Naivasha-Abkommen vom 9. Januar 2005 beendete die Feindseligkeiten zwischen der Sudan People’s Liberation Army (SPLA) und den Sudan Armed Forces (SAF) und gab ein Rahmenwerk für die Durchführung eines Referendums vor, welches letztlich die Unabhängigkeit des Südsudan vorbereitete. Das Abkommen gab jedoch keine Vorgaben für den Umgang mit kleineren bewaffneten Gruppen und im Speziellen mit der Miliz „South Sudan Defence Forces“ (SSDF). Die SSDF fungierte als Sicherheitspersonal für die SAF und für die Ölfelder im Norden des Südsudan. Im Gegenzug wurde sie mit Waffen und Munition der SAF ausgerüstet, obwohl die SSDF zutiefst misstrauisch gegenüber der Regierung in Khartum war.

## Übereinkunft
Auch der SPLA-Führer John Garang konnte die Miliz weder endgültig besiegen, noch die Anführer der Miliz für eine Mitarbeit in der SPLA gewinnen.
Garang starb am 30. Juli 2005 bei einem Flugzeugabsturz. Sein Nachfolger Salva Kiir konnte mit einem neuen Ansatz, der auf Entspannung, Einheit und Versöhnung setzte, die Spannungen auflösen und zu einer erfolgreichen Einigung durch die Deklaration führen.
Die meisten Soldaten der SSDF schlossen sich der SPLA an und der Stabschef der SSDF, Major General Paulino Matip Nhial wurde zum Stellvertretenden Kommandanten (deputy commander) der SPLA unter Salva Kiir ernannt.
Mehr als 50.000 Soldaten aus Matips Miliz wurden in die SPLA und in andere Streitkräfte übernommen. Matip behielt nur einige ehemalige SSDF-Soldaten als persönliche Leibwache.

## Weitere Konflikte
Spannungen blieben jedoch bestehen. Im Oktober 2006 veröffentlichte Matip über Radio Anschuldigungen, dass seine Männer bei Vereinbarungen übergangen wurden, die innerhalb der SPLA getroffen wurden.
Kurz nachdem die Juba-Deklaration unterzeichnet war, erklärte sich Brigadier Gordon Kong Chuol selbst zum neuen SSDF Commander-in-Chief und verkündete, dass seine Truppen noch immer die Regierung des Sudan unterstützen würden. Es gab Spekulationen, dass sich Kong auf die Suche nach Gewinn gemacht habe, während Matiep auf politische Gelegenheiten im Südsudan spekulierte. Offenbar hatte Kong das Ziel Kontrolle im Öl-reichen Gebiet um Bentiu zu gewinnen.
Einige ehemalige SSDF-Soldaten wurden später unzufrieden. General Peter Gadet, der sich der SPLA nach der Juba-Deklaration angeschlossen hatte, beschwerte sich, dass er marginalisiert worden sei und, dass die Armee von Stammes-Vetternwirtschaft geprägt sei. Im April 2011 trat Gadet als Anführer der South Sudan Liberation Army (SSLA) auf, einer neuen Miliz, die für eine breiter aufgestellte Regierung antrat.